# سوئیچیرو ناکانو
سوئیچیرو ناکانو (زادهٔ ۲ مارس ۱۹۹۸) یک کاراته‌کای ژاپنی است. وی در مسابقات کاراته قهرمانی جهانی ۲۰۲۱ که در شهر دبی امارات متحده عربی برگزار شد در وزن ۶۷ کیلوگرم مردان یکی از مدال های برنز را کسب کرد. وی مدال نقره وزن ۶۷ کیلوگرم مسابقات کاراته قهرمانی جهانی دانشگاهی ۲۰۱۸ را که در شهر کوبه ژاپن برگزار شد، به دست آورد. او در دسامبر ۲۰۲۱ در مسابقات کاراته قهرمانی آسیا ۲۰۲۱ که در آلماتی قزاقستان برگزار شد، مدال طلا را کسب کرد. او در مسابقات جهانی ۲۰۲۲ که در بیرمنگام آمریکا برگزار شد در وزن ۶۷ کیلوگرم کومیته مردان شرکت کرد.

## دستاوردها
| سال  | مسابقات      | محل برگزاری     | رتبه | رویداد         | رده سنی   | وزن         |
| ---- | ------------ | --------------- | ---- | -------------- | --------- | ----------- |
| ۲۰۲۱ | قهرمانی جهان | دبی-امارات      | سوم  | کومیته انفرادی | بزرگسالان | ۶۱- کیلوگرم |
| ۲۰۲۱ | قهرمانی آسیا | آلماتی-قزاقستان | اول  | کومیته انفرادی | بزرگسالان | ۶۱- کیلوگرم |